# UCIワールドツアー
UCIワールドツアー（UCI WorldTour）は、2011年シーズンより開始された自転車ロードレースの年間シリーズ戦。

## 歴史
2005年より開始されたUCIプロツアーは、国際自転車競技連合(UCI)主導による規範的な制度という側面が強く、アモリ・スポル・オルガニザシオン(ASO)ら、グランツール主催者と齟齬をきたし、2008年の同シリーズ戦では、ツール・ド・フランス、ジロ・デ・イタリア、ブエルタ・ア・エスパーニャをはじめとする前年までの、11の対象レースが離脱する騒動になった。
これに対抗すべく同年、UCIは仮称として、同年開催の北京オリンピック・個人ロードレース、世界選手権・個人ロードレース、ツール・ド・フランスの3レースを、UCIワールドツアーとする案を出したが、ASOらは、ジロ・デ・イタリアとブエルタ・ア・エスパーニャなどのレースが、大陸別シリーズ戦であるUCIヨーロッパツアーに組み入れられることに対して猛反発し、結局、ツール・ド・フランスら11レースは、ロードレースの年間シリーズ戦に全く加わらず、単発的なロードレース大会として開催された。
こうした事態を打開するべく、同年8月に行われたUCIとASOの親会社であるエディシオン・フィリップ・アモリ(EPA)との間で、歴史的和解が行われ、2009年シーズンからは、2007年までのUCIプロツアーにおけるシリーズ戦と類似した年間シリーズ戦である、UCIワールドカレンダーとして再出発することになったが、UCIプロチームが優先的に参加することが可能なUCIプロツアー(UPT)は引き続き維持される（当初14レース、2010年シーズンに2レース追加される）一方、UCIプロチームに限らず、主催者の裁量によって参加チームを決めることが可能な、グランツール主催者が行う10レースについては「ヒストリカルレース」(HIS)に分類され、UCIプロツアーとはいまだ袂を分かつ形となったことから、2種類のシリーズ戦が混在するいびつさが残っていた。
2011年シーズンよりUCIは、UCIプロツアーの発展的解消に伴い、「ヒストリカルレース」という分類もなくしたUCIワールドツアーを実施することになった。なお、ポイント配分等についてはUCIワールドカレンダーとほぼ一緒である。
一方で、UCIプロチームでなければ、当該シリーズ戦における出場は著しく制約されることになるため、UCIによるチームの選定は注目を集めた。当初UCIプロチーム参加が予定されていたジェオックス - TMCとコフィディスは除外され、財政的な問題が懸念されていたペガサススポーツはプロフェッショナルコンチネンタルチームから除外された。
また、ワールドツアーという観点に基づき、ジャパンカップサイクルロードレースが1996年のみUCI・ロードワールドカップに取り入れられて以来となるアジア地域での世界ツアー戦、ツアー・オブ・北京を2011年より開催したが、2014年で終了となった。2012年からは新設レース、ツアー・オブ・杭州の開催が予定されていたが、同年8月28日、開催準備の不整備等の理由により、UCIは2012年の開催は見送ることを決定、その後も開催の見送りが続き、結局一度も開催されることのないままに終わった。
2015年、チームの最高カテゴリーの名称が「UCIプロチーム」から「UCIワールドチーム」へと変更された。
2017年、下位カテゴリーであるUCIコンチネンタルサーキットの超級(HC)レースから10レースが昇格したほか、新たに中国でのレースツアー・オブ・広西が加わり全27レースだった2016年から大幅にレース数が増やされ、全38レースとなった。ただし、2017年についてはツアー・オブ・カタールの開催が資金難により見送られたため、実質上は全37レースとなった。

## 対象レースとポイント配分

### 2023年からの対象レースとポイント配分
2023年からは、格の高いレースにより高いポイントを配布する制度の改正が行われた。

### 2017年からの対象レースとポイント配分
| レース                                               | カテゴリー | 国                  | ライセンス獲得年 |
| ---------------------------------------------------- | ---------- | ------------------- | ---------------- |
| ツアー・ダウンアンダー                               | 3          | オーストラリア      | 2008             |
| カデル・エヴァンス・グレートオーシャン・ロードレース | 5          | オーストラリア      | 2017             |
| ツアー・オブ・カタール                               | 5          | カタール            | 2017             |
| オムロープ・ヘット・ニウスブラット                   | 5          | ベルギー            | 2017             |
| アブダビ・ツアー                                     | 5          | アラブ首長国連邦    | 2017             |
| ストラーデ・ビアンケ                                 | 5          | イタリア            | 2017             |
| パリ〜ニース                                         | 3          | フランス            | 2005             |
| ティレーノ〜アドリアティコ                           | 3          | イタリア            | 2005             |
| ミラノ〜サンレモ                                     | 3          | イタリア            | 2005             |
| デ・パンネ3日間                                      | 5          | ベルギー            | 2019             |
| カタルーニャ一周                                     | 4          | スペイン            | 2005             |
| E3ビンクバンク・クラシック                           | 4          | ベルギー            | 2012             |
| ヘント〜ウェヴェルヘム                               | 3          | ベルギー            | 2005             |
| ドワルス・ドール・フラーンデレン                     | 5          | ベルギー            | 2017             |
| ロンド・ファン・フラーンデレン                       | 3          | ベルギー            | 2005             |
| バスク一周                                           | 4          | スペイン            | 2005             |
| パリ〜ルーベ                                         | 3          | フランス            | 2005             |
| アムステルゴールドレース                             | 3          | オランダ            | 2005             |
| ツアー・オブ・ターキー                               | 5          | トルコ              | 2017             |
| フレッシュ・ワロンヌ                                 | 4          | ベルギー            | 2005             |
| リエージュ〜バストーニュ〜リエージュ                 | 3          | ベルギー            | 2005             |
| ツール・ド・ロマンディ                               | 3          | スイス              | 2005             |
| エシュボルン＝フランクフルト                         | 5          | ドイツ              | 2017             |
| ジロ・デ・イタリア                                   | 2          | イタリア            | 2005             |
| ツアー・オブ・カリフォルニア                         | 5          | アメリカ合衆国      | 2017             |
| クリテリウム・デュ・ドフィネ                         | 3          | フランス            | 2005             |
| ツール・ド・スイス                                   | 3          | スイス              | 2005             |
| ツール・ド・フランス                                 | 1          | フランス            | 2005             |
| クラシカ・サンセバスティアン                         | 4          | スペイン            | 2005             |
| ツール・ド・ポローニュ                               | 4          | ポーランド          | 2005             |
| プルデンシャル・ライドロンドン＝サリー・クラシック   | 5          | イギリス            | 2017             |
| ビンクバンク・ツアー                                 | 4          | ベルギー / オランダ | 2005             |
| ブエルタ・ア・エスパーニャ                           | 2          | スペイン            | 2005             |
| ユーロアイズ・サイクラシックス                       | 4          | ドイツ              | 2005             |
| ブルターニュ・クラシック                             | 4          | フランス            | 2005             |
| グランプリ・シクリスト・ド・ケベック                 | 3          | カナダ              | 2010             |
| グランプリ・シクリスト・ド・モンレアル               | 3          | カナダ              | 2010             |
| ジロ・ディ・ロンバルディア                           | 3          | イタリア            | 2005             |
| ツアー・オブ・広西                                   | 5          | 中国                | 2017             |

### 与えられるポイント
| 順位  | カテゴリー1 | カテゴリー2 | カテゴリー3 | カテゴリー4 | カテゴリー5 |
| ----- | ----------- | ----------- | ----------- | ----------- | ----------- |
| 1     | 1000        | 850         | 500         | 400         | 300         |
| 2     | 800         | 680         | 400         | 320         | 250         |
| 3     | 675         | 575         | 325         | 260         | 215         |
| 4     | 575         | 460         | 275         | 200         | 175         |
| 5     | 475         | 380         | 225         | 180         | 120         |
| 6     | 400         | 320         | 175         | 140         | 115         |
| 7     | 325         | 260         | 150         | 120         | 95          |
| 8     | 275         | 220         | 125         | 100         | 75          |
| 9     | 225         | 180         | 100         | 80          | 60          |
| 10    | 175         | 140         | 85          | 68          | 50          |
| 11    | 150         | 120         | 70          | 56          | 40          |
| 12    | 125         | 100         | 60          | 48          | 35          |
| 13    | 105         | 84          | 50          | 40          | 30          |
| 14    | 85          | 68          | 40          | 32          | 25          |
| 15    | 75          | 60          | 35          | 28          | 20          |
| 16    | 70          | 56          | 30          | 24          | 20          |
| 17    | 65          | 52          | 30          | 24          | 20          |
| 18    | 60          | 48          | 30          | 24          | 20          |
| 19    | 55          | 44          | 30          | 24          | 20          |
| 20    | 50          | 40          | 30          | 24          | 20          |
| 21    | 40          | 32          | 20          | 16          | 12          |
| 22    | 40          | 32          | 20          | 16          | 12          |
| 23    | 40          | 32          | 20          | 16          | 12          |
| 24    | 40          | 32          | 20          | 16          | 12          |
| 25    | 40          | 32          | 20          | 16          | 12          |
| 26    | 30          | 24          | 20          | 16          | 12          |
| 28    | 30          | 24          | 20          | 16          | 12          |
| 29    | 30          | 24          | 20          | 16          | 12          |
| 30    | 30          | 24          | 20          | 16          | 12          |
| 31-40 | 25          | 20          | 10          | 8           | 5           |
| 41-50 | 20          | 16          | 10          | 8           | 5           |
| 51-55 | 15          | 12          | 5           | 4           | 2           |
| 56-60 | 10          | 8           | 3           | 2           | 1           |

| 順位 | Cat. 1 | Cat. 2 | Cat. 3 | Cat. 4 | Cat. 5 |
| ---- | ------ | ------ | ------ | ------ | ------ |
| 1    | 120    | 100    | 60     | 50     | 40     |
| 2    | 50     | 40     | 25     | 20     | 15     |
| 3    | 25     | 20     | 10     | 8      | 6      |
| 4    | 15     | 12     |        |        |        |
| 5    | 5      | 4      |        |        |        |

| 順位 | ツール・ド・フランス | ジロ・デ・イタリア ブエルタ・ア・エスパーニャ |
| ---- | -------------------- | --------------------------------------------- |
| 1    | 120                  | 100                                           |
| 2    | 50                   | 40                                            |
| 3    | 25                   | 20                                            |

| 順位                 | Cat. 1 | Cat. 2 | Cat. 3 | Cat. 4 | Cat. 5 |
| -------------------- | ------ | ------ | ------ | ------ | ------ |
| 一日あたりのポイント | 25     | 20     | 10     | 8      | 6      |

- カテゴリー1 : ツール・ド・フランス
- カテゴリー2 : ジロ・デ・イタリア、ブエルタ・ア・エスパーニャ
- カテゴリー3 : ツアー・ダウンアンダー, パリ〜ニース, ティレーノ〜アドリアティコ, ミラノ〜サンレモ, ヘント〜ウェヴェルヘム, ロンド・ファン・フラーンデレン, パリ〜ルーベ, アムステルゴールドレース, リエージュ〜バストーニュ〜リエージュ, ツール・ド・ロマンディ, クリテリウム・デュ・ドフィネ, ツール・ド・スイス, グランプリ・シクリスト・ド・ケベック, グランプリ・シクリスト・ド・モンレアル、ジロ・ディ・ロンバルディア.
- カテゴリー4 : E3・ハレルベーク, カタルーニャ一周, バスク一周, フレッシュ・ワロンヌ, クラシカ・サンセバスティアン, ユーロアイズ・サイクラシックス, ツール・ド・ポローニュ, ビンクバンク・ツアー、ブルターニュ・クラシック
- カテゴリー5 : カデル・エヴァンス・グレートオーシャン・ロードレース, ツアー・オブ・カタール, アブダビ・ツアー, オムロープ・ヘット・ニウスブラット, ドワルス・ドール・フラーンデレン, ストラーデ・ビアンケ, ツアー・オブ・ターキー, ツアー・オブ・カリフォルニア, ルント・ウム・デン・フィナンツプラッツ・エシュボルン＝フランクフルト, ロンドン＝サリー・クラシック, ツアー・オブ・広西

### 2016年までのポイント配分
ポイント配分自体は2010年まで実施されていたUCIワールドカレンダーとほぼ同一だが、UCIプロフェッショナルコンチネンタルチームに所属する選手はポイント対象から除外される点が異なっている（この点は2008年まで実施されていたUCIプロツアーと類似している。）。
| 1位         | 2位 | 3位 | 4位 | 5位 | 6位 | 7位 | 8位 | 9位 | 10位 | 11位 | 12位 | 13位 | 14位 | 15位 | 16位 | 17位 | 18位 | 19位 | 20位 |   |
| ----------- | --- | --- | --- | --- | --- | --- | --- | --- | ---- | ---- | ---- | ---- | ---- | ---- | ---- | ---- | ---- | ---- | ---- | - |
| 総合成績(A) | 200 | 150 | 120 | 110 | 100 | 90  | 80  | 70  | 60   | 50   | 40   | 30   | 24   | 20   | 16   | 12   | 10   | 8    | 6    | 4 |
| 区間成績(A) | 20  | 10  | 6   | 4   | 2   |     |     |     |      |      |      |      |      |      |      |      |      |      |      |   |
| 総合成績(B) | 170 | 130 | 100 | 90  | 80  | 70  | 60  | 52  | 44   | 38   | 32   | 26   | 22   | 18   | 14   | 10   | 8    | 6    | 4    | 2 |
| 区間成績(B) | 16  | 8   | 4   | 2   | 1   |     |     |     |      |      |      |      |      |      |      |      |      |      |      |   |
| 総合成績(C) | 100 | 80  | 70  | 60  | 50  | 40  | 30  | 20  | 10   | 4    |      |      |      |      |      |      |      |      |      |   |
| 区間成績(C) | 6   | 4   | 2   | 1   | 1   |     |     |     |      |      |      |      |      |      |      |      |      |      |      |   |
| 総合成績(D) | 80  | 60  | 50  | 40  | 30  | 22  | 14  | 10  | 6    | 2    |      |      |      |      |      |      |      |      |      |   |

- A……ツール・ド・フランス
- B……ジロ・デ・イタリア、ブエルタ・ア・エスパーニャ
- C……ツアー・ダウンアンダー、パリ〜ニース、ティレーノ〜アドリアティコ、ミラノ〜サンレモ、ロンド・ファン・フラーンデレン、バスク一周、パリ〜ルーベ、リエージュ〜バストーニュ〜リエージュ、ツール・ド・ロマンディ、カタルーニャ一周、クリテリウム・デュ・ドーフィネ、ツール・ド・スイス、ツール・ド・ポローニュ、エネコ・ツアー、ジロ・ディ・ロンバルディア、ツアー・オブ・北京[8]
- D……E3・ハレルベーク、ヘント〜ウェヴェルヘム、アムステルゴールドレース、フレッシュ・ワロンヌ、クラシカ・サンセバスティアン、ヴァッテンフォール・サイクラシックス、GP西フランス・プルエー、グランプリ・シクリスト・ド・ケベック、グランプリ・シクリスト・ド・モンレアル

※太字はステージレース

## チームのカテゴリー
UCIワールドチーム (UCI WorldTeam)
ワールドツアー全レースに出場義務がある。人数制限はあるが、コンチネンタルサーキットのクラスHC、クラス1のレースにも出場可。ただし、出場してもポイントはつかない。2014年までの名称はUCIプロチーム(UCI ProTeam)。
UCIプロ・チーム (UCI Pro Team)
コンチネンタルサーキットを主戦場とする。UCIに1年ごとに認定される必要がある。
コンチネンタルサーキット→クラスHC、クラス1、クラス2（ワールドツアーへは招待で出場可能。ただし、ポイントはつかない。ヨーロッパのクラス2レースには主催国チームでないと出場できない。）
コンチネンタルチーム (UCI Continental team)
プロとノンプロの混成となる。チームを主に構成する選手の出身国の連盟から認可を受ける。
コンチネンタルサーキット→クラスHC、クラス1、クラス2（ただし、ヨーロッパのHCレースには主催国チームでないと出場できない。）
ナショナルチーム
コンチネンタルサーキット→クラス1、2
地域チーム／クラブチーム
コンチネンタルサーキット→クラス2のみ
|                                        | UCIワールドツアー | コンチネンタルサーキットHC(超級)クラス | コンチネンタルサーキット1クラス | コンチネンタルサーキット2クラス |
| -------------------------------------- | ----------------- | -------------------------------------- | ------------------------------- | ------------------------------- |
| UCIワールドチーム                      | ◎                 | ○                                      | ○                               | ×                               |
| プロフェッショナルコンチネンタルチーム | △                 | ○                                      | ○                               | ▲                               |
| コンチネンタルチーム                   | ×                 | ▲                                      | ○                               | ○                               |
| ナショナルチーム                       | ×                 | ×                                      | ○                               | ○                               |
| 地域チーム／クラブチーム               | ×                 | ×                                      | ×                               | ○                               |

◎・・・出場の義務がある
○・・・出場可能
▲・・・出場可能だが、ヨーロッパコンチネンタルツアーの場合は開催国のチームのみ出場可能
△・・・ワイルドカードの招待により出場可能
×・・・出場できない

## 参加チーム

### 現在のUCIワールドチーム（2025年）
| チーム名称                         | 所属国                                                | 参加シーズン     | 参加年数 | 過去のチーム名 |
| ---------------------------------- | ----------------------------------------------------- | ---------------- | -------- | --- |
| デカトロン・AG2R・ラ・モンディアル | フランス                                              | 2009–            | 14       | AG2R・ラ・モンディアル (2009–2020)、AG2R・シトロエン・チーム (2021-2023) |
| XDS・アスタナ・チーム              | カザフスタン                                          | 2009–            | 14       | アスタナ・プロチーム (2009–2020), アスタナ・プレミアテック (2021)、アスタナ・カザクスタン・チーム（2022-2024) |
| EFエデュケーション・イージーポスト | アメリカ合衆国                                        | 2009–            | 14       | ガーミン・スリップストリーム (2009), ガーミン・トランジションズ (2010), ガーミン・サーヴェロ (2011), ガーミン・バラクーダ (2012), ガーミン・シャープ (2012–2014), チーム・キャノンデール・ガーミン (2015), キャノンデール・プロサイクリング・チーム (2016), キャノンデール・ドラパック・プロサイクリング・チーム (2016–2017), チームEFエデュケーションファースト・ドラパック・p/bキャノンデール (2018), EFエデュケーションファースト・プロサイクリング (2019), EFプロサイクリング (2020), EFエデュケーション・NIPPO (2021) |
| モビスター・チーム                 | スペイン                                              | 2009–            | 14       | ケス・デパーニュ (2009–2010) |
| スーダル・クイックステップ         | ベルギー                                              | 2009–            | 14       | クイックステップ (2009–2011), オメガ・ファーマ - クイック・ステップ (2012–2014), エティックス・クイックステップ (2015–2016), クイックステップ・フロアーズ (2017–2018), ドゥクーニンク・クイックステップ (2019–2021), クイックステップ・アルファビニール (2022) |
| チーム・ヴィスマ・リースアバイク   | オランダ                                              | 2009–            | 14       | ラボバンク (2009–2012), ブランコ・プロサイクリング・チーム (2013), ベルキン・プロサイクリング・チーム (2013–2014), チーム・ロットNL・ユンボ (2015–2018), チーム・ユンボ・ヴィスマ (2019-2023) |
| UAE チーム・エミレーツ・XRG        | イタリア (2009–2016) アラブ首長国連邦 (2017–2022)     | 2009–            | 14       | ランプレ-NGC (2009), ランプレ-ファルネーゼ・ヴィーニ (2010), ランプレ-ファルネーゼ (2010), ランプレ・ISD (2011–2012), ランプレ・メリダ (2013–2016), UAEアブダビ (2017)、UAE チーム・エミレーツ（2018-2024） |
| グルパマ・FDJ                      | フランス                                              | 2009–2010, 2012– | 13       | ラ・フランセーズ・デ・ジュー (2009–2010), FDJ (2010, 2013, 2015–2018), FDJ・ビッグマット (2012), FDJ.fr (2013–2014) |
| イネオス・グレナディアス           | 英国                                                  | 2010–2023        | 13       | チーム・スカイ (2010–2019), チーム・イネオス (2019–2020) |
| リドル・トレック                   | ルクセンブルク (2011–2013) アメリカ合衆国 (2014–2022) | 2011–            | 12       | レオパード・トレック (2011), レディオシャック・ニッサン (2012), レディオシャック・レオパード・トレック (2013), トレック・ファクトリー・レーシング (2014–2015), トレック・セガフレード (2016-2023) |
| チーム・ジェイコ・アルウラー       | オーストラリア                                        | 2012–            | 11       | グリーンエッジ・サイクリング (2012), オリカ・グリーンエッジ (2012–2016), オリカ・バイクエクスチェンジ (2016), オリカ・スコット (2017), ミッチェルトン・スコット (2018–2020), チーム・バイクエクスチェンジ (2021), チーム・バイクエクスチェンジ・ジェイコ (2022) |
| チーム・ピクニック・ポストNL       | オランダ (2013–2014, 2022-) ドイツ (2015–2021)        | 2013–            | 10       | アルゴス・シマノ (2013), チーム・ジャイアント＝シマノ (2014), チーム・ジャイアント＝アルペシン (2015–2016), チーム・サンウェブ (2017–2020), チームDSM (2021-2023), チームDSMフィルメニヒ (2023) |
| バーレーン・ヴィクトリアス         | バーレーン                                            | 2017–            | 6        | バーレーン・メリダ プロ・サイクリングチーム (2017–2019), バーレーン・マクラーレン (2020) |
| レッドブル・ボーラ・ハンスグローエ | ドイツ                                                | 2017–            | 6        | ボーラ＝ハンスグローエ (2017-2024) |
| コフィディス                       | フランス                                              | 2009, 2020–      | 4        | |
| アンテルマルシェ・ワンティ         | ベルギー                                              | 2021–            | 2        | |
| アルケア・B&Bホテルズ              | フランス                                              | 2023-            | 1        | |
| アルペシン・ドゥクーニンク         | ベルギー                                              | 2023-            | 1        | |

### 以前参戦していたUCIワールドチーム
| チーム名称                       | 所属国                                                | 参加シーズン | 参加年数 | 過去のチーム名 |
| -------------------------------- | ----------------------------------------------------- | ------------ | -------- | --- |
| ロット・ディステニー             | ベルギー                                              | 2009–2022    | 14       | サイレンス・ロット (2009), オメガファーマ・ロット (2010–2011), ロット・ベリソル (2012–2014)、ロット・ソウダル（2015-2022）                                                       |
| イスラエル・プレミアテック       | イスラエル                                            | 2020–2022    | 3        | イスラエル・スタートアップネイション (2020-2021) |
| チーム・クベカ・ネクストハッシュ | 南アフリカ共和国                                      | 2016–2021    | 6        | チーム・ディメンションデータ (2016–2019), NTTプロ・サイクリング (2020), チーム・クベカ・アソス (2021)                                                                            |
| CCCチーム                        | - アメリカ合衆国 (2011–2018) - ポーランド (2019–2020) | 2011-2020    | 10       | BMC・レーシングチーム (2011–2018) |
| カチューシャ・アルペシン         | - ロシア (2009–2016) - スイス (2017–2019)             | 2009–2019    | 11       | チーム・カチューシャ (2009–2016) |
| ティンコフ                       | - デンマーク (2009–2013) - ロシア (2014–2016)         | 2009–2016    | 8        | チーム・サクソバンク (2009–2010, 2012), チーム・サクソバンク - サンガード (2011), チーム・サクソバンク (2012), チーム・サクソ＝ティンコフ (2013), ティンコフ＝サクソ (2014–2015) |
| IAMサイクリング                  | スイス                                                | 2015–2016    | 2        | |
| キャノンデール・プロサイクリング | イタリア                                              | 2009–2014    | 6        | リクイガス (2009), リクイガス・ドイモ (2009–2010), リクイガス・キャノンデール (2011–2012)                                                                                        |
| チーム・ヨーロッパカー           | フランス                                              | 2009, 2014   | 2        | Bbox ブイグテレコム (2009) |
| エウスカルテル・エウスカディ     | スペイン                                              | 2009–2013    | 5        | |
| ヴァカンソレイユ・DCM            | オランダ                                              | 2011–2013    | 3        | |
| チーム・レディオシャック         | アメリカ合衆国                                        | 2010–2011    | 2        | |
| チーム・HTC - ハイロード         | アメリカ合衆国                                        | 2009–2011    | 3        | チーム・コロンビア - ハイロード (2009), チーム・コロンビア - HTC (2009), チーム・HTC - コロンビア (2010)                                                                         |
| フットオン・セルベット・フジ     | スペイン                                              | 2009–2010    | 2        | フジ・セルベット (2009) |
| チーム・ミルラム                 | ドイツ                                                | 2009–2010    | 2        | |

## 日程
- UCIワールドツアー2011
- UCIワールドツアー2012
- UCIワールドツアー2013
- UCIワールドツアー2014
- UCIワールドツアー2015
- UCIワールドツアー2016
- UCIワールドツアー2017
- UCIワールドツアー2018
- UCIワールドツアー2019
- UCIワールドツアー2020
- UCIワールドツアー2021
- UCIワールドツアー2022
- UCIワールドツアー2023

## 結果

### 年次個人総合成績
| 年   | 1位                            | 2位                        | 3位                      | 4位                            | 5位                            |
| ---- | ------------------------------ | -------------------------- | ------------------------ | ------------------------------ | ------------------------------ |
| 2011 | フィリップ・ジルベール         | カデル・エヴァンス         | アルベルト・コンタドール | ホアキン・ロドリゲス           | ミケーレ・スカルポーニ         |
| 2012 | ホアキン・ロドリゲス           | ブラッドリー・ウィギンス   | トム・ボーネン           | ヴィンチェンツォ・ニバリ       | アレハンドロ・バルベルデ       |
| 2013 | ホアキン・ロドリゲス           | クリス・フルーム           | アレハンドロ・バルベルデ | ペーター・サガン               | ヴィンチェンツォ・ニバリ       |
| 2014 | アレハンドロ・バルベルデ       | アルベルト・コンタドール   | サイモン・ジェラン       | ルイ・コスタ                   | ヴィンチェンツォ・ニバリ       |
| 2015 | アレハンドロ・バルベルデ       | ホアキン・ロドリゲス       | ナイロ・キンタナ         | アレクサンダー・クリストフ     | ファビオ・アル                 |
| 2016 | ペーター・サガン               | ナイロ・キンタナ           | クリス・フルーム         | アレハンドロ・バルベルデ       | アルベルト・コンタドール       |
| 2017 | フレフ・ファン・アヴェルマート | クリス・フルーム           | トム・デュムラン         | ペーター・サガン               | ヴィンチェンツォ・ニバリ       |
| 2018 | サイモン・イェーツ             | ペーター・サガン           | アレハンドロ・バルベルデ | ゲラント・トーマス             | フレフ・ファン・アヴェルマート |
| 2019 | プリモシュ・ログリッチ         | ジュリアン・アラフィリップ | ヤコブ・フルサン         | エガン・ベルナル               | アレハンドロ・バルベルデ       |
| 2020 | プリモシュ・ログリッチ         | タデイ・ポガチャル         | ワウト・ファン・アールト | マチュー・ファン・デル・プール | ヤコブ・フルサン               |
| 2021 | タデイ・ポガチャル             | ワウト・ファン・アールト   | プリモシュ・ログリッチ   | ジュリアン・アラフィリップ     | エガン・ベルナル               |
| 2022 | タデイ・ポガチャル             | ワウト・ファン・アールト   | レムコ・エヴェネプール   | ヨナス・ヴィンゲゴー           | アレクサンドル・ウラソフ       |
| 2023 | タデイ・ポガチャル             | ヨナス・ヴィンゲゴー       | レムコ・エヴェネプール   | プリモシュ・ログリッチ         | ワウト・ファン・アールト       |

### 歴代優勝選手・チーム・国
| 年   | 優勝選手                       | 優勝チーム                       | 優勝国   |
| ---- | ------------------------------ | -------------------------------- | -------- |
| 2011 | フィリップ・ジルベール         | オメガファーマ・ロット           | イタリア |
| 2012 | ホアキン・ロドリゲス           | チーム・スカイ                   | イギリス |
| 2013 | ホアキン・ロドリゲス           | モビスター・チーム               | スペイン |
| 2014 | アレハンドロ・バルベルデ       | モビスター・チーム               | スペイン |
| 2015 | アレハンドロ・バルベルデ       | モビスター・チーム               | スペイン |
| 2016 | ペーター・サガン               | モビスター・チーム               | スペイン |
| 2017 | フレフ・ファン・アヴェルマート | チーム・スカイ                   | ベルギー |
| 2018 | サイモン・イェーツ             | クイックステップ・フロアーズ     | ベルギー |
| 2019 | プリモシュ・ログリッチ         | ドゥクーニンク・クイックステップ | ベルギー |
| 2020 | プリモシュ・ログリッチ         | チーム・ユンボ・ヴィスマ         | フランス |
| 2021 | タデイ・ポガチャル             | ドゥクーニンク・クイックステップ | ベルギー |
| 2022 | タデイ・ポガチャル             | チーム・ユンボ・ヴィスマ         | ベルギー |
| 2023 | タデイ・ポガチャル             | UAE チーム・エミレーツ           | ベルギー |